# Chris Knight
Chris Knight, (Slaughters, Kentucky, 24 juni 1960) is een Amerikaanse singer-songwriter.

## Biografie

### Jeugd
Chris Knight groeide op in het mijnstadje Slaughters in het westen van Kentucky. Hij studeerde landbouwkunde aan de Western Kentucky University, en werkte een kleine tien jaar als inspecteur die toezicht hield op het herstellen van bouwland nadat daar dagbouw had plaatsgevonden.

### Carrière
Op zijn derde kreeg Knight een plastic gitaar als kerstcadeau; op zijn vijftiende leerde hij zichzelf liedjes van John Prine op de gitaar van zijn oudere broer. Nadat hij in 1986 afgestudeerd was, hoorde hij Steve Earle op de radio en besloot liedjes te gaan schrijven. Na zes jaar beproefde hij zijn geluk in Nashville, en wist op een songwriters’ night in Bluebird Cafe de aandacht te trekken van Frank Liddell, die in 1998 zijn debuut-cd Chris Knight produceerde.
Knight schreef verschillende van zijn nummers samen met andere artiesten. Zo heeft hij het titelnummer van zijn tweede cd, A Pretty Good Guy, samen met Fred Eaglesmith geschreven.
Hoewel hij nog steeds in Kentucky woont, heeft hij vooral fans in Texas. De gouverneur van Texas, Rick Perry heeft hem in 2003 tot ereburger van die staat uitgeroepen.

## Optredens in Nederland
- oktober 2004: o.a. Roots of Heaven III (Patronaat, Haarlem)
- februari 2007 met Ty Tyler: Café De Witte Bal (Assen); WVHEDW (Amsterdam); Paard van Troje (Den Haag); Roepaen (Ottersum)

## Discografie
- Chris Knight (1998)
- A Pretty Good Guy (2001)
- The Jealous Kind (2003)
- Enough Rope (2006)
- The Trailer Tapes (2007)
- Heart of Stone (2008)
- Trailer II (2009)
- Little Victories (2012)